# Мангазея
Мангазе́я — перше російське місто XVII століття у Сибіру, нині не існує.

## Розташування
Мангазея була розташована у північно-західному Сибіру, на річці Таз, північніше сучасного поселення Сидоровськ Ямало-Ненецького автономного округу, що була частиною Мангазейського морського шляху в XVI—XVIII століттях. Цей шлях йшов через гирло Північної Двіни через протоку Югорський Шар до півострову Ямал і далі річками Мутна і Зелена до затоки Обська губа, далі ще річкою Таз і волоком на річку Турухан, притока Єнісею. Саме цим шляхом ще у XVI столітті здійснювали свої походи помори.

## Історія
У 1601—1607 роках на правому, високому березі річки Таз на відстані 300 км від її гирла, загоном тобольських і берьозовських стрільців та яїцьких козаків було побудовано місто Мангазея у чотири мури, у п'ять веж. Місто мало правити за опорний пункт для просування росіян вглиб Сибіру.
Мангазея відразу стає значним торговим осередком, завдяки своєму вигідному географічному розташуванню. Та вже 1619 року плавання Мангазейським шляхом були обмежені, а для іноземних суден взагалі заборонені. Це було зроблено, аби завадити західноєвропейським (зокрема німецьким, скандинавським і англійським) торговельним компаніям дістатися до багатих на пушнину внутрішніх районів Сибіру, однак напівморські мандрівки росіян через Обську губу тривали і надалі. Для Мангазеї ж це означало швидкий занепад і згодом припинення існування.
Археологи встановили, що Мангазея складалася з кремля, у якому розміщалися подвір'я воєводи, заїжджа ізба (зруб), соборна церква, острог тощо, та посаду, що в свою чергу поділявся на торгову половину (гостьове подвір'я, митниця, купецькі доми, 3 церкви і каплиця) та ремісничу (80—100 житлових домів, ливарні, кузні, інші майстерні тощо).
В місті, крім уральських козаків, стояла сотня стрільців з гарматами.
У сферу повноважень Мангазеї входили зносини з усіма тазовськими нижньоєнісейськими інородцями (переважно ненцями), відповідно — побори-зібрання данини з них у вигляді ясаку пушниною та мінова торгівля з ними.
Через труднощі, викликані обмеженням судноплавства, з транспортуванням провіанту і припасів, а також внаслідок швидкого виснаження місцевих інородців, незадоволених зависокими поборами, Мангазея занепадає. Тим більше, що 1619 року в місті сталась велика пожежа. Наступна ж велика пожежа у 1642 році призвела до швидкої деградації міста, що остаточно запустіло
у 1662 році. Російську експансію було перенесено на суходіл, у більш внутрішні райони Сибіру — мангазейський гарнізон було переведено до Туруханська, на місці якого у 1672 році було закладено місто Нова Мангазея (з 1780-х років називається Туруханськом).